# Abdurrahim Kuzu
Abdurrahim Kuzu (ur. 20 września 1955 w İzmicie) – amerykański zapaśnik w stylu klasycznym. Czwarty zawodnik w wadze do 62 kg na Igrzyskach w Los Angeles 1984. Wicemistrz świata z 1979 roku. Zdobywca Pucharu Świata w 1980. Był członkiem ekipy olimpijskiej – Moskwa 1980, która nie pojechała na igrzyska z powodu ich bojkotu.